# Charidotella sexpunctata

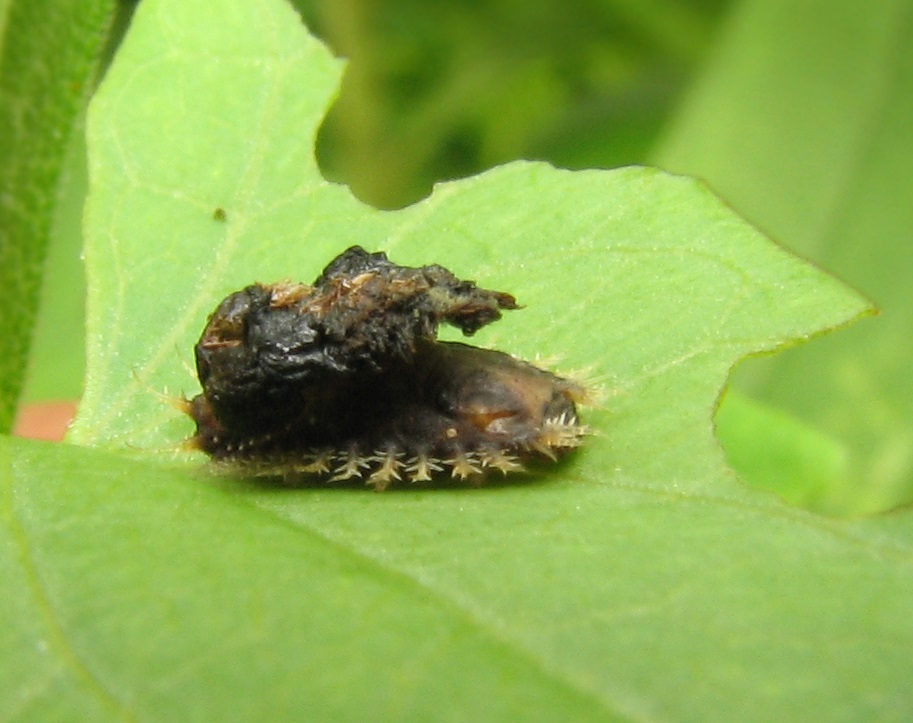
Larva

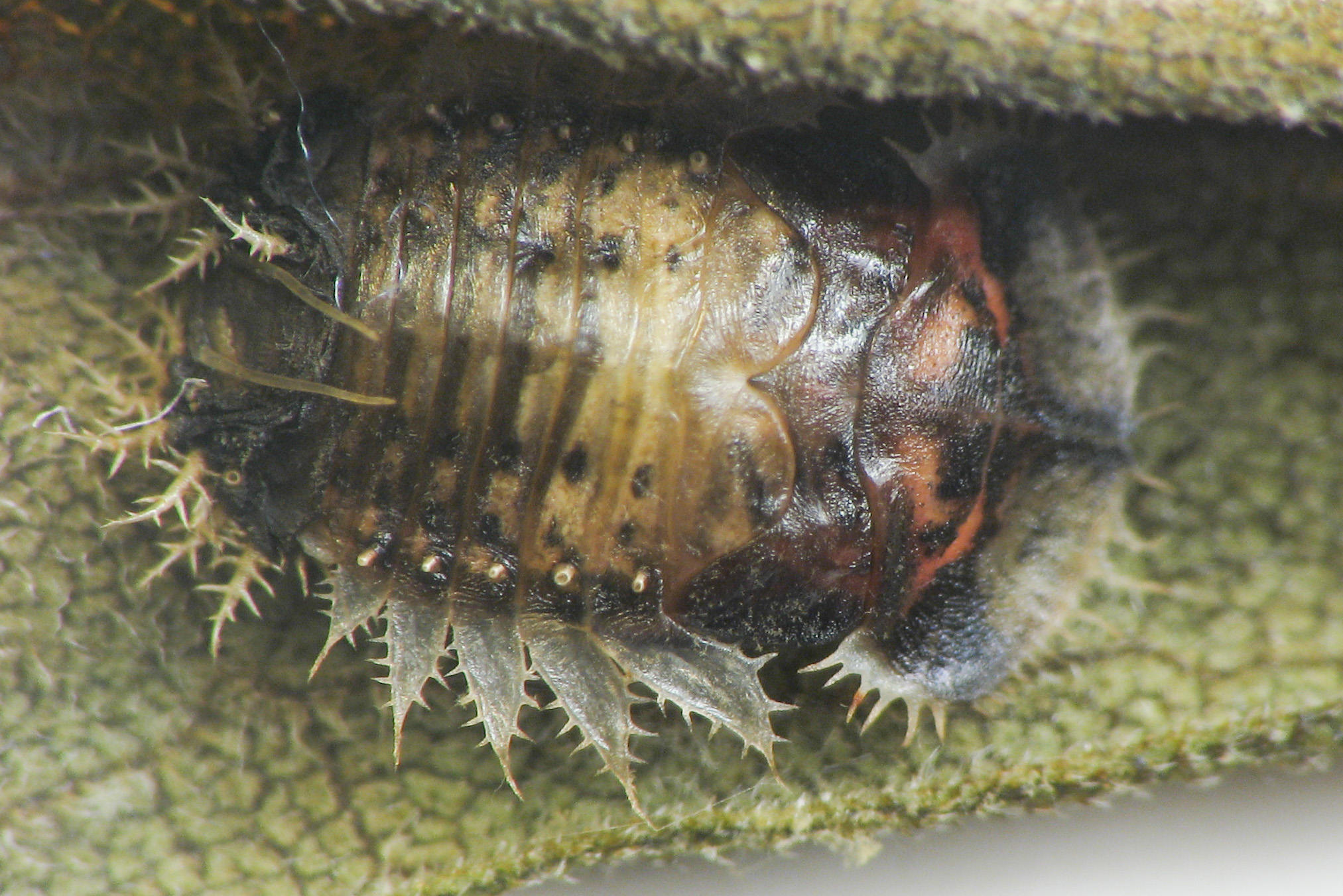
Pupa

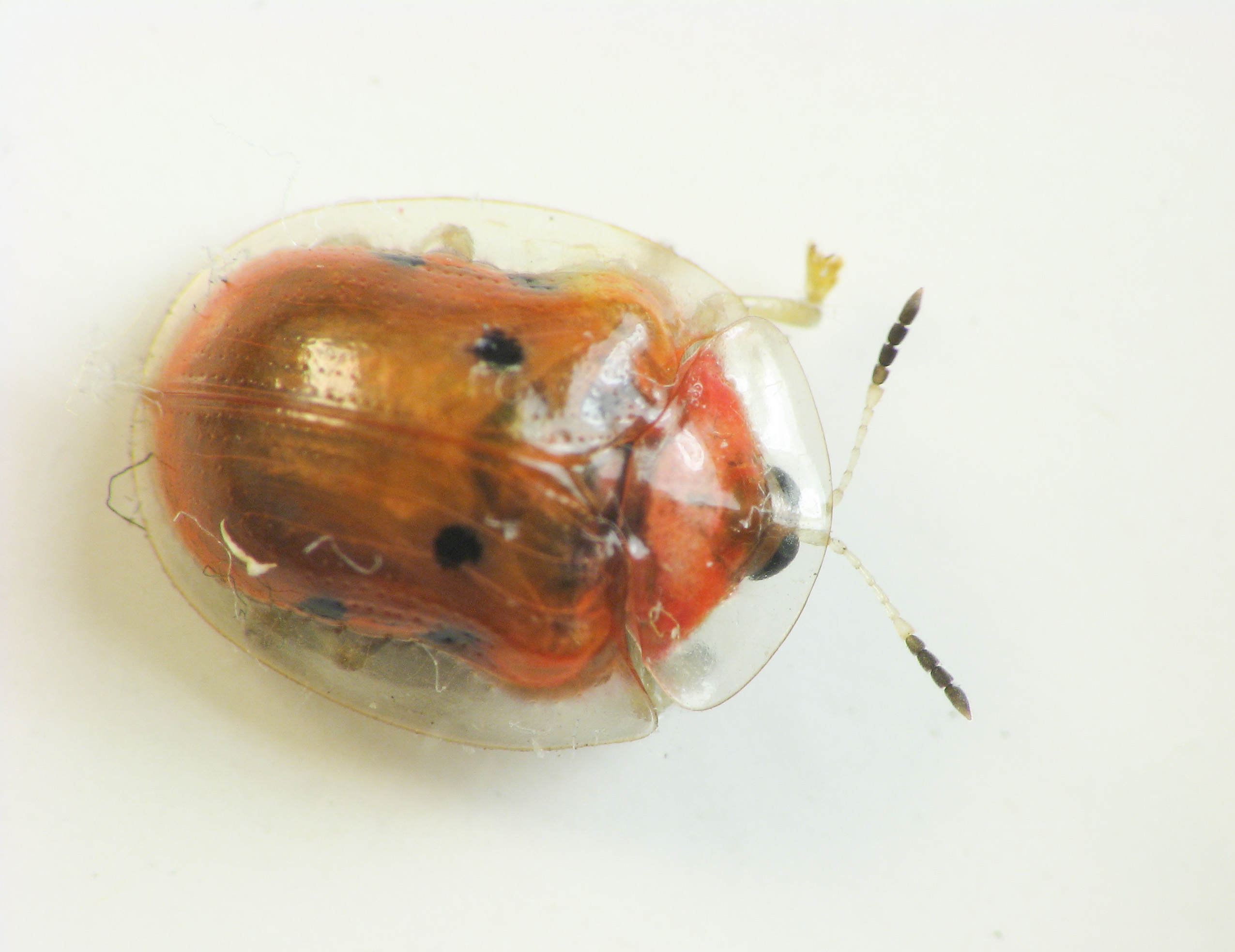
Adulto

El escarabajo tortuga de oro (Charidotella sexpunctata) es una especie de escarabajo de la familia Chrysomelidae. Se distribuye en todo el continente americano.  

## Taxonomía
Hay dos subespecies, Charidotella sexpunctata bicolor y Charidotella sexpunctata sexpunctata.

## Descripción
Los adultos miden de 5 a 7 mm de longitud. Son de color variable, generalmente dorado naranja brillante con o sin manchas negras. Los márgenes de los élitros y el pronoto son curvados y casi transparentes.
El color cambia durante el desarrollo, durante el apareamiento o cuando se los molesta y se los toca. Los científicos han examinado el mecanismo de los cambios de color en una especie relacionada, Charidotella egregia. La hidratación y deshidratación puede influenciar los cambios de color. El color de los adultos de ambas especies presenta cambios similares.

## Ciclo vital
La hembra de Charidotella sexpunctata pone huevos, solitarios o en grupos, en el envés de las hojas o en el tallo de la planta huésped. La larva emerge en cinco a diez días. Es amarillenta o rojiza, tiene espinas. Acumula sus productos de desecho en vez de descartarlos y los usa como un escudo protector en contra de depredadores depositándolos en una especie de percha del extremo posterior del abdomen. Después de cada muda añade el exoesqueleto. Después de dos a tres semanas se convierte en pupa.

## Comportamiento y dieta
Consume el follaje de plantas de la familia Convolvulaceae, incluyendo las llamadas campanillas y batatas (Convolvulus, Ipomoea). Aunque se alimenta de algunas plantas cultivadas, no llega a ser una plaga seria.

## Depredadores
Los parasitoides de esta especie incluyen la avispa eulófida, Tetrastichus cassidus y la mosca taquínida Eucelatoriopsis dimmocki. Son depredados por cochinillas y por bichos pentatómidos y redúvidos.